# Attentats des pubs de Guildford
Les attentats des pubs de Guildford ont eu lieu le 5 octobre 1974. L'Armée républicaine irlandaise provisoire (IRA) posa des bombes dans le pub Horse and Groom et à proximité du pub Seven Stars à Guildford, Royaume-Uni. Ce deux attentats ont tué cinq personnes et gravement blessé soixante-cinq.
Ces attentats eurent comme répercussions l'une des plus grosses erreurs judiciaires du Royaume-Uni : les Quatre de Guildford.